# Бахаревка (аэропорт)
Бахаревка — аэропорт местных воздушных линий в городе Пермь.
В авиации не используется.

## История
Основан в 1957 году. Ранее с 1939 года существовал «аэровокзал» на нынешней ул. Дружбы.
Из Бахаревки выполнялись авиарейсы не только по территории области, но и в Томск, Ленинград, Москву и Алма-Ату. Реактивные самолёты типа Ту-104 аэродром не мог принимать, поэтому был организован новый аэропорт Большое Савино на базе одноимённого военного аэродрома. С 1960-х годов Бахаревка стала обслуживать только местные воздушные линии.
Использовался также военной авиацией. С середины 1990-х использовался эпизодически, а в апреле 2007 года обанкротившееся ФГУП «Второе Пермское государственное авиапредприятие», в чьем ведении находился аэропорт, было продано на аукционе.
Аэродром использовался также под автогонки и рок-концерты. С 2006 года на территории аэродрома ежегодно проводится фестиваль «Rock-Line».